# (1194) Aletta
(1194) Aletta est un astéroïde de la ceinture principale découvert le 13 mai 1931 par l'astronome sud-africain Cyril V. Jackson, et porte le prénom de sa femme Aletta.

## Historique
Le lieu de découverte, par l'astronome sud-africain Cyril V. Jackson, est Johannesburg (UO).
Sa désignation provisoire, lors de sa découverte le 13 mai 1931, était 1931 JG.